# Cappellini (azienda)
Cappellini, ora Cap Design s.p.a., è un'azienda italiana fondata a Carugo nel 1946 da Enrico Cappellini e operante nel settore dell'arredamento. Alcuni prodotti realizzati dall'azienda sono stati esposti in alcune gallerie di arte moderna quali il MoMa di New York, la Galleria comunale d'arte moderna e contemporanea di Roma e in altri spazi museali di Parigi, Londra e San Francisco.

## Oggetti nei musei
Molti dei prodotti dell'Azienda sono stati accolti nelle collezioni dei principali musei internazionali tra i quali:
- JULI - W. Aisslinger

MoMA,  New York;
Vitra Design Museum,  Weil am Rhein
- CLOUD - R. e E. Bouroullec

MoMA,  New York
- S-CHAIR - T. Dixon

MoMA,  New York;
Triennale di Milano, Milano;
Museum für angewandte Kunst, Colonia;
Galleria nazionale d'arte moderna e contemporanea,  Roma
- PO/9208B - T. Ericksson

MoMA,  New York;
Victoria & Albert Museum,  Londra
- ORGONE - M. Newson

MoMA,  New York;
Houston Museum of Fine Arts,  Houston
- WOODEN CHAIR - M. Newson

MoMA,  New York
- RAINBOW CHAIR - P. Norguet

MoMA, New York;
Philadelphia Museum of Art, Filadelfia
- SIDE 1 SIDE 2 - S. Kuramata

Centre Pompidou,  Parigi;
Museum für angewandte Kunst,  Colonia;
Philadelphia Museum of Art,  Filadelfia;
Kunstgewerbemuseum, Berlino;
Montreal Museum of Fine Arts,  Montréal;
Museum of Modern Art, San Francisco
- Y'S DE LUXE  - W. Aisslinger

Centre Pompidou,  Parigi;
Triennale di Milano,  Milano
- KNOTTED CHAIR - M. Wanders

Cooper-Hewitt National Design Museum,  New York;
Material Connexion Collection,  New York;
Musee des Artes Decoratifs,  Parigi;
Saint Louis Art Museum,  Saint Louis;
Houston Museum of Fine Arts,  Houston;
Victoria & Albert Museum,  Londra;
- THINKING MAN'S CHAIR - J. Morrison

Museum für angewandte Kunst,  Colonia;
Galleria nazionale d'arte moderna e contemporanea,  Roma;
Kunstgewerbemuseum,  Berlino
- PYLON CHAIR - T. Dixon

Montreal Museum of Fine Arts,  Montréal;
Museum für angewandte Kunst,  Colonia
- ORG - F. Novembre

Montreal Museum of Fine Arts, Montréal
- EMBRYO CHAIR - M. Newson

Museum of Modern Art,  San Francisco
- TWB - Raw Edges

Museum of Modern Art,  New York
- DINAH - Shiro Kuramata

Museum of Modern Art,  New York